# Tamgrinia
Genre
Tamgrinia est un genre d'araignées aranéomorphes de la famille des Agelenidae.

## Distribution
Les espèces de ce genre se rencontrent en Chine et en Inde.

## Liste des espèces
Selon World Spider Catalog (version 19.0, 02/02/2018) :
- Tamgrinia alveolifera (Schenkel, 1936)
- Tamgrinia coelotiformis (Schenkel, 1963)
- Tamgrinia laticeps (Schenkel, 1936)
- Tamgrinia palpator (Hu & Li, 1987)
- Tamgrinia rectangularis Xu & Li, 2006
- Tamgrinia semiserrata Xu & Li, 2006
- Tamgrinia tibetana (Hu & Li, 1987)
- Tamgrinia tulugouensis Wang, 2000

## Publication originale
- Lehtinen, 1967 : Classification of the cribellate spiders and some allied families, with notes on the evolution of the suborder Araneomorpha. Annales Zoologici Fennici, vol. 4, p. 199-468.